# Formula One 99
Formula One 99 è un videogioco di guida del 1999 sviluppato da Studio 33 e pubblicato da Psygnosis, sequel di Formula One 98.
I piloti della copertina della versione europea del gioco sono, da sinistra verso destra: Jean Alesi, che in quell'anno corre per la Sauber-Petronas, Michael Schumacher per la Ferrari e Mika Häkkinen per la McLaren-Mercedes. Rispetto al titolo precedente, Psygnosis ha cambiato il team di sviluppo, scegliendo il team inglese Studio 33. Durante la realizzazione di questo gioco, la Psygnosis è stata rilevata dalla Sony Computer Entertainment Europe ed è divenuta SCE Studio Liverpool.
Rispetto ai predecessori è assente la modalità arcade, che è stata reintrodotta in Formula One 2000.

## Modalità di gioco
L'intelligenza artificiale è disponibile in quattro difficoltà: facile, normale, difficile ed esperto.
- Corsa veloce: consiste nel fare un giro di qualifica per mettersi in una posizione sulla griglia di partenza e gareggiare in un Gran Premio di tre giri.
- Gran Premio
  - Campionato: è possibile ripercorrere l'intero Campionato mondiale di Formula 1 1999 scegliendo uno dei 25 piloti a disposizione.
  - Gran Premio: si può scegliere un circuito e un pilota e si può partecipare al weekend di gara, dalle prove libere del venerdì, alle qualifiche, al warm-up e alla gara. È possibile modificare la griglia di partenza a piacimento nella sezione Modifica griglia.
  - Prove libere: modalità di prova delle vetture. Giri illimitati.

Nella versione originale le gare vengono commentate da Murray Walker e Martin Brundle, mentre nella versione italiana da Andrea De Adamich e Claudia Peroni.

## Team e piloti
- McLaren Mercedes
  - 1  Mika Häkkinen
  - 2  David Coulthard
- Scuderia Ferrari
  - 3  Michael Schumacher
  - 3  Mika Salo
  - 4  Eddie Irvine
- Williams Supertec
  - 5  Alessandro Zanardi
  - 6  Ralf Schumacher
- Jordan Mugen Honda
  - 7  Damon Hill
  - 8  Heinz-Harald Frentzen
- Benetton Playlife
  - 9  Giancarlo Fisichella
  - 10  Alexander Wurz
- Sauber Petronas
  - 11  Jean Alesi
  - 12  Pedro Diniz
- Arrows
  - 14  Pedro de la Rosa
  - 15  Toranosuke Takagi
- Stewart Ford
  - 16  Rubens Barrichello
  - 17  Johnny Herbert
- Prost Peugeot
  - 18  Olivier Panis
  - 19  Jarno Trulli
- Minardi Ford
  - 20  Luca Badoer
  - 20  Stéphane Sarrazin
  - 21  Marc Gené
- BAR Supertec
  - 22  Jacques Villeneuve
  - 23  Ricardo Zonta
  - 23  Mika Salo

Tutti gli sponsor di tabacco e alcolici sono censurati.

## Circuiti
- Melbourne
- Interlagos
- Imola
- Monaco
- Catalunya
- Circuit Gilles Villeneuve
- Magny-Cours
- Silverstone
- A1-Ring
- Hockenheimring
- Hungaroring
- Spa-Francorchamps
- Monza
- Nürburgring
- Sepang
- Suzuka